# Ottawa (Ohio)
Ottawa é uma vila localizada no estado norte-americano de Ohio, no Condado de Putnam.

## Demografia
Segundo o censo norte-americano de 2000, a sua população era de 4367 habitantes.
Em 2006, foi estimada uma população de 4448, um aumento de 81 (1.9%).

## Geografia
De acordo com o United States Census Bureau tem uma área de
10,1 km², dos quais 10,0 km² cobertos por terra e 0,1 km² cobertos por água. Ottawa localiza-se a aproximadamente 235 m acima do nível do mar.

## Localidades na vizinhança
O diagrama seguinte representa as localidades num raio de 12 km ao redor de Ottawa.